# Делі Джайнтс
«Делі Джайнтс» (англ. Delhi Giants) — крикетна команда з міста Делі, заснована 2007 року, що грала в Індійській крикетній лізі (ICL) до її закриття 2009 року.